# Cincinnati Kid
Cincinnati Kid (eng. The Cincinnati Kid) är en amerikansk långfilm från 1965 i regi av Norman Jewison, med Steve McQueen, Ann-Margret, Karl Malden och Tuesday Weld i rollerna.

## Handling
Eric "The Kid" Stoner (eller Steiner?) (Steve McQueen) är en ung pokerspelare med ambitioner på att bli den bäste av alla. Lancey "The Man" Howard (Edward G. Robinson) kommer till staden och The Kid bestämmer sig för att utmana honom i vem som är en bäste femstötspelaren (Five Card Stud).

## Rollista (urval)
- Steve McQueen - The Cincinnati Kid
- Edward G. Robinson - Lancey Howard
- Ann-Margret - Melba
- Karl Malden - Shooter
- Tuesday Weld - Christian
- Joan Blondell - Lady Fingers
- Rip Torn - Slade

## Om filmen
Cincinnati Kid regisserades av Norman Jewison. Filmens manus bygger på en roman skriven av Richard Jessup. Jewison ersatte Sam Peckinpah som regissör. 

### Citat ur filmen
- Lady Fingers: "You raised his tens with a lousy three-flush?"
The Man: "That's what it's all about, isn't it? Making the wrong move at the right time."
- The Man: "You were good kid, but as long as I'm around, you're only second best."

### Kuriosa
- När reglerna gås igenom sägs klart och tydligt "inga string bets", ändå gör spelarna upprepade gånger detta utan protester. (Ett "string bet" är satsningar av typen "jag synar och höjer med...")
- Enligt Michael Wiesenberg på Card Player Magazine är sannolikheten för att just de två händerna i slutscenen ska förekomma i samma giv 1 på 45 miljoner.